# Groupe EHC
Le Groupe EHC LLC ou EHC Group est une entreprise de services de sécurité et de défense, désignation française de société militaire privée, créée en 1999.
Seule société américaine francophone de type Entreprise de Services de Sécurité et de Défense (ESSD), le groupe EHC LLC réunit l'offre de services d'une SPER (Société de Protection en Environnements à Risques), d'une ESOA (Entreprise de Soutien Opérationnel et stratégique -aux armées/-aux forces de l'ordre) et enfin d'une structure de recrutement spécialisée sur la mise à disposition de personnels français/francophones (French-speaking Staff).

## Historique
Créé en 1999, à l'initiative de Bruno Trinquier et d'anciens officiers de l'Armée française, elle était originellement pour des raisons juridiques basée au Luxembourg avant d'être enregistrée dans le Delaware, aux États-Unis en avril 2004, sous le nom de Groupe EHC LLC ou EHC Group.
Désormais société de droit américain, le Groupe EHC LLC dispose d'un bureau de représentation à Londres et de bureaux de liaison à Abidjan en Côte d'Ivoire, et depuis 2012 à Bamako au Mali.
Très présent en Irak et en Afghanistan entre 2003 et 2008 où il a eu jusqu'à près de 50 employés sur zone, et depuis essentiellement en Afrique, le Groupe EHC se positionne aujourd'hui comme la seule alternative francophone sur un secteur d'activité très largement dominé par les sociétés spécialisées américaines, anglaises, sud-africaines et israéliennes. Les missions menées par le Groupe EHC tant au Moyen-orient qu'en Afrique ont ainsi pu démontrer l'étendue et la valeur des capacités et savoir-faire français dans des situations les plus extrêmes et délicates.
Il a signé en 2006 le code de conduite de l'International Peace Operations Association puis en 2010, il fait partie des tout premiers signataires de l'ICoC (International Code of Conduct) de Genève. Il collabore avec l'IPOA sur les besoins d'une externalisation de certains services essentiellement dévolus jusqu'à présent aux États, et travaille de ce fait avec l'AFPEH (Association Française des sociétés de Protection en Environnements Hostiles), afin d'assumer en France, puis sur l'Europe, la continuité du travail de l'IPOA.

## Activités
- Sécurité armée : Protection de site mobile ou fixe, de convois, d'équipe de prospection, de VIP, évacuation d'urgence de personnel.
- Assistance opérationnelle : Entraînement de base, entraînement spécifique (anti-émeute, garde présidentielle), création ou réorganisation d'unités, support opérationnel, conseil en stratégie militaire, logistique aéroportée.
- Sécurité aéroportuaire : Formation du personnel navigant, mise en place d'unités de surveillance et d'intervention, audits de sûreté et de vulnérabilité.
- Recrutement :  Elle déploie pour le compte d'autres entreprises du personnel en environnement hostile.
- Missions spécialisées : sécurité maritime dans le cadre de la lutte contre les actes de piraterie, assistance à la réorganisation et à l’instruction spécialisée de services de renseignements (Police - Gendarmerie - Douanes - Armées).

## Effectifs
Le nombre d'employés n'est pas communiqué mais la croissance de sa base de données démontre la qualité des missions réalisées et la confiance des "postulants" dans cette société atypique : seule et unique société francophone sur un secteur d'activité globalement dominé par les anglo-saxons. Sa base de données contient en 2011 près de 1 800 personnes issues majoritairement des Ministères français de la Défense et de l’Intérieur (dossiers traités, documents vérifiés et passé professionnel contrôlé) et presque 200 dossiers sont en cours d'étude chaque année. Le nombre de candidatures déposées uniquement via le site Internet est de 15 à 20 par mois. Bien que le recrutement soit destiné essentiellement aux personnels français et/ou francophone, il s'internationalise de plus en plus.